# بيتا لاكتام

2-أزيتيدينون، أبسط بيتا لاكتام

البيتا لاكتام (بالإنجليزية: β-lactam)‏ هي عبارة عن حلقة لاكتام رباعية.
علما أن اللاكتام عبارة عن حلقة أميد وترتبط ذرة النتروجين بذرة الكربون ذات الموقع بيتا نسبة إلى الكربونيل. يعد 2-أزيتيدينون أبسط بيتا لاكتام يمكن الحصول عليه.

## الأهمية
توجد حلقة البيتا لاكتام في الكثير من المركبات خصوصا المضادات الحيوية المستعملية في علاج العدوى مثل البنسلينات والسيفالوسبورينات والكاربابينيمات والمونوباكتام، لذلك تسمى هذه الأدوية مضادات بيتا-لاكتام.